# Adamstal (Wiesbaden)

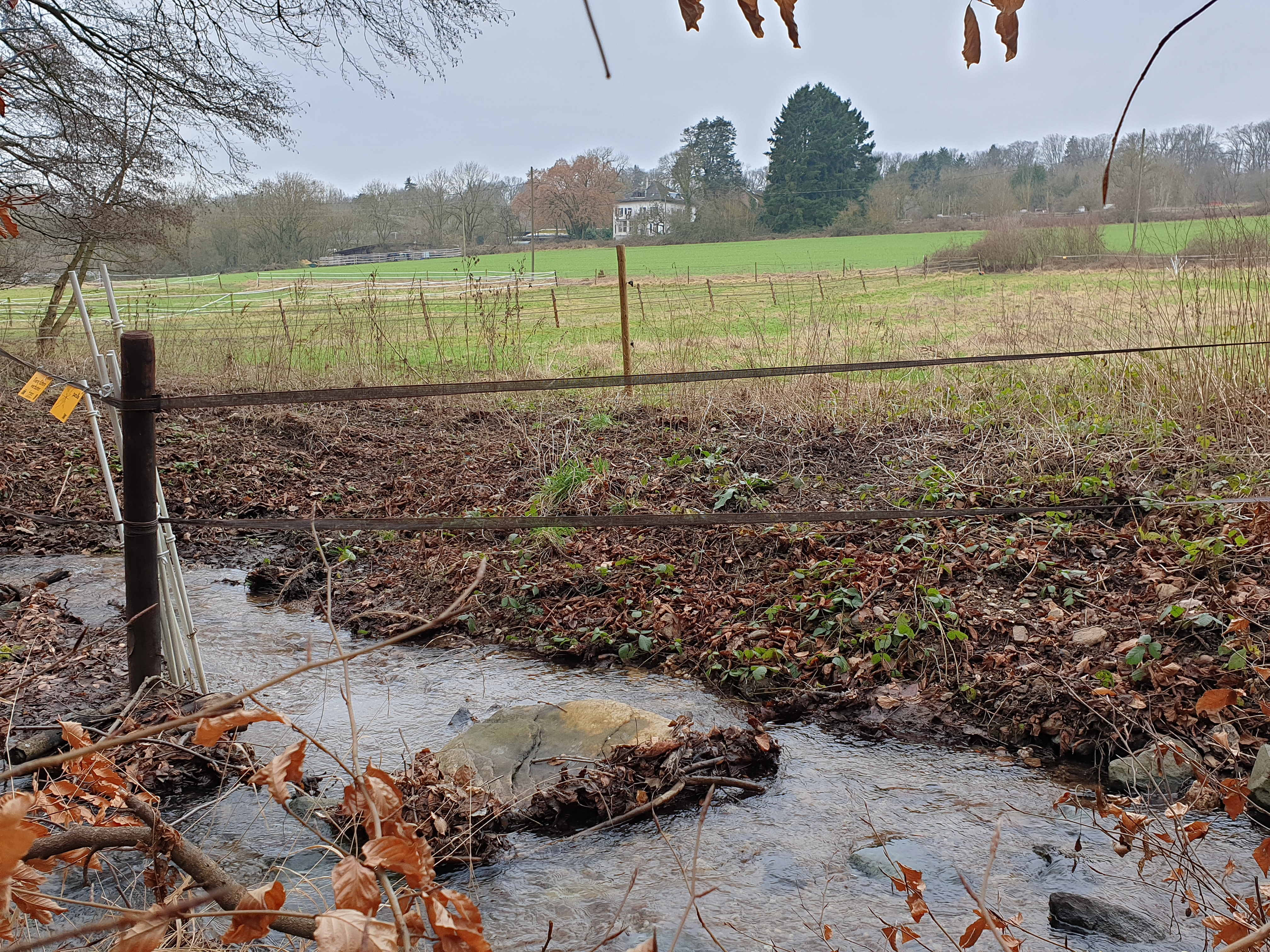
Kesselbach im Adamstal, 2022

Das Adamstal in Wiesbaden ist der erste Abschnitt des Tals des Kesselbachs.

## Naturschutz
Das Tal gehört zum Naturraum Wiesbadener Vortaunus und liegt im Naturpark Rhein-Taunus. Abgesehen von den Flächen des Hofguts Adamstal ist es Teil des Landschaftsschutzgebiets Stadt Wiesbaden. Oberhalb des Fischzuchtwegs gehören die Wälder zum FFH-Gebiet Buchenwälder nördlich von Wiesbaden. Im Tal befinden sich zahlreiche geschützte Biotope.

## Bauwerke

### Fischzucht

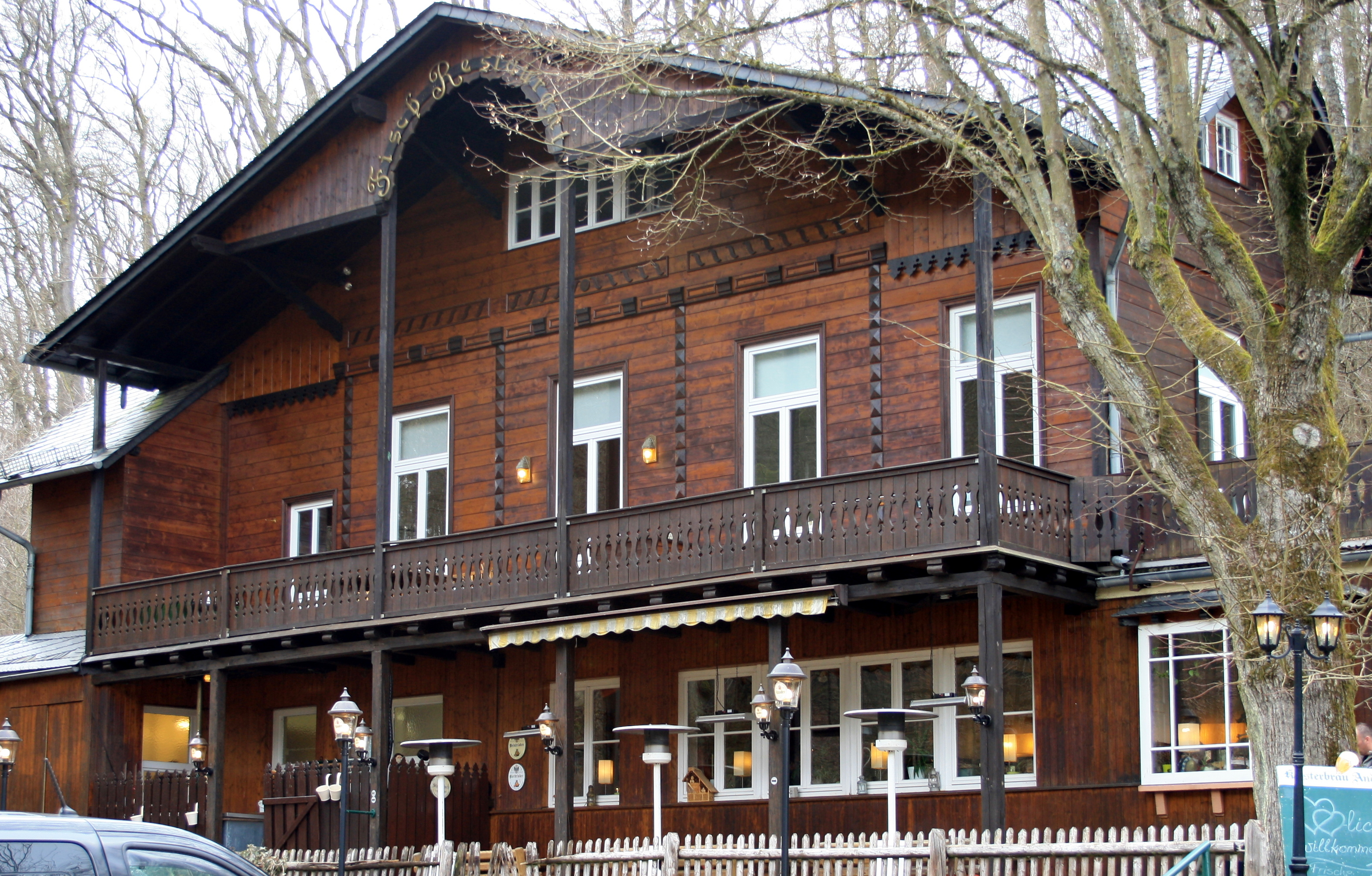
Restaurant Fischzucht, 2016

Die Fischzucht im oberen Adamstal wurde 1864 von einer im Vorjahr mit Unterstützung von Herzog Adolph gegründeten nassauischen Aktiengesellschaft angelegt und dafür Teiche ausgehoben. Ein dazugehöriges Geschäft befand sich von 1864 bis 1877 in der Marktstraße 7 nahe dem heutigen Schlossplatz. Im Jahr 1872 wurde mit Unterstützung des Wiesbadener Verschönerungsvereins ein erstes Restaurationsgebäude erbaut, das als Ausflugsziel für Kurgäste und Einheimische diente. Das heutige Bauwerk im Schweizerhausstil ist von 1894. Das Eigentum am heute denkmalgeschützten Gebäude übernahm 1895 die Stadt Wiesbaden vom Verschönerungsverein. Im Zweiten Weltkrieg nutzte die Wehrmacht das Grundstück als Lagerstätte. Die Stadt verkaufte die Gebäude im Jahr 1964, behielt jedoch die Teichanlage in ihrem Eigentum. Seit den 1980er-Jahren wird keine Fischzucht mehr betrieben, das Restaurant jedoch weitergeführt.

### Waldhäuschen

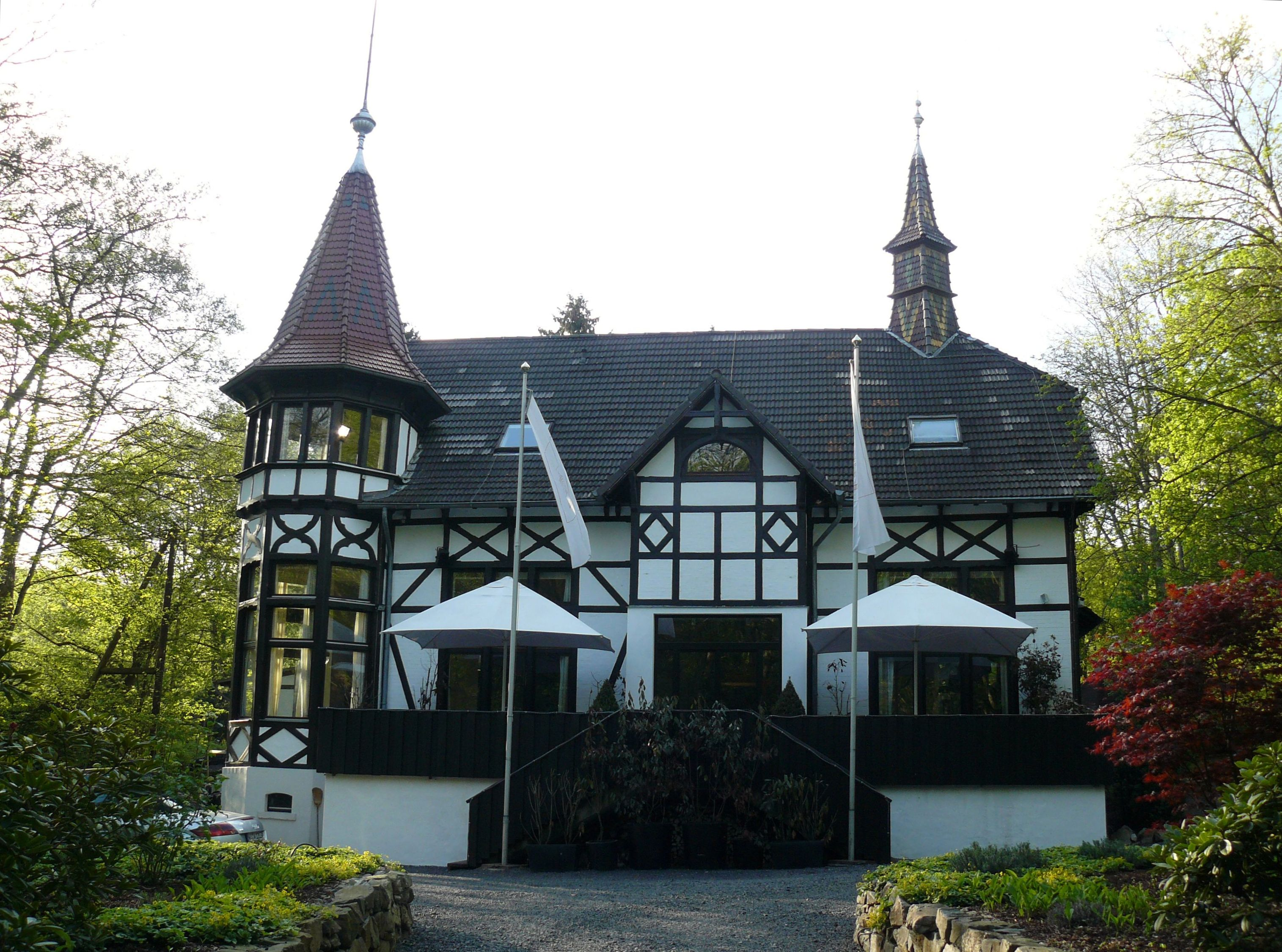
„Waldhäuschen“, 2012

Das Ausflugslokal „Waldhäuschen“ (heute: „Villa im Tal“) wurde 1896 an ein bestehendes Gartenhäuschen angebaut. Dieses nutzte Ulrich von Baudissin als Refugium zum Schreiben von Romanen und Lustspielen. Der Anbau mit großem Saal erfolgte im Landhausstil mit Turmanbau und Dachreiter über dem Seitenflügel mit Krüppelwalm. Das Fachwerk und die bunten Dachziegel „verstärken den gewünschten romantisch-ländlichen Stimmungswert“. Im Außengelände befinden sich Wasserspiele und kleine Pavillons. Das Gebäude ist aus architektur- und stadtgeschichtlichen Gründen als Kulturdenkmal eingestuft.

### Carl-von-Ibell-Quelle

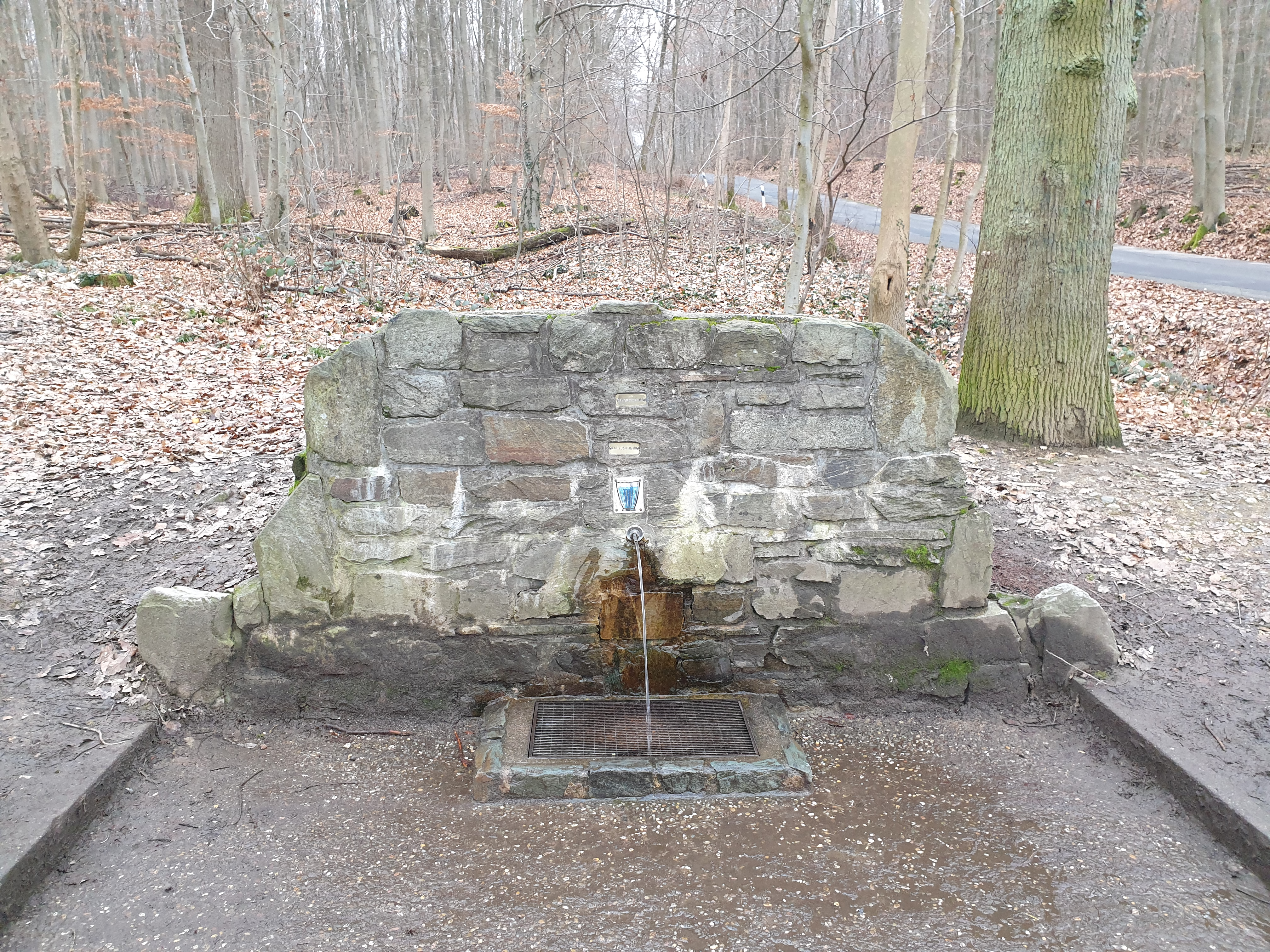
Carl-von-Ibell-Quelle

Die Carl-von-Ibell-Quelle ist ein Laufbrunnen an der Straße, welche die Aarstraße (B 54) und die Platter Straße (B 417) verbindet. Er wird zum Zapfen von Trinkwasser genutzt, teilweise kam es zu großem Andrang von Autofahrern. Die Quelle ist nach Carl Bernhard von Ibell (1847–1924) benannt, der als Bürgermeister für den Ausbau von Wasserversorgung und Kanalisation sorgte. Rund 400 südlich lag früher der Adamsborn ⊙, dessen trockengefallene Quellfassung überrankt seitlich des Talweges liegt. Teilweise wird der Name Adamsborn auch für die Carl-von-Ibell-Quelle verwendet.

### Hofgut Adamstal

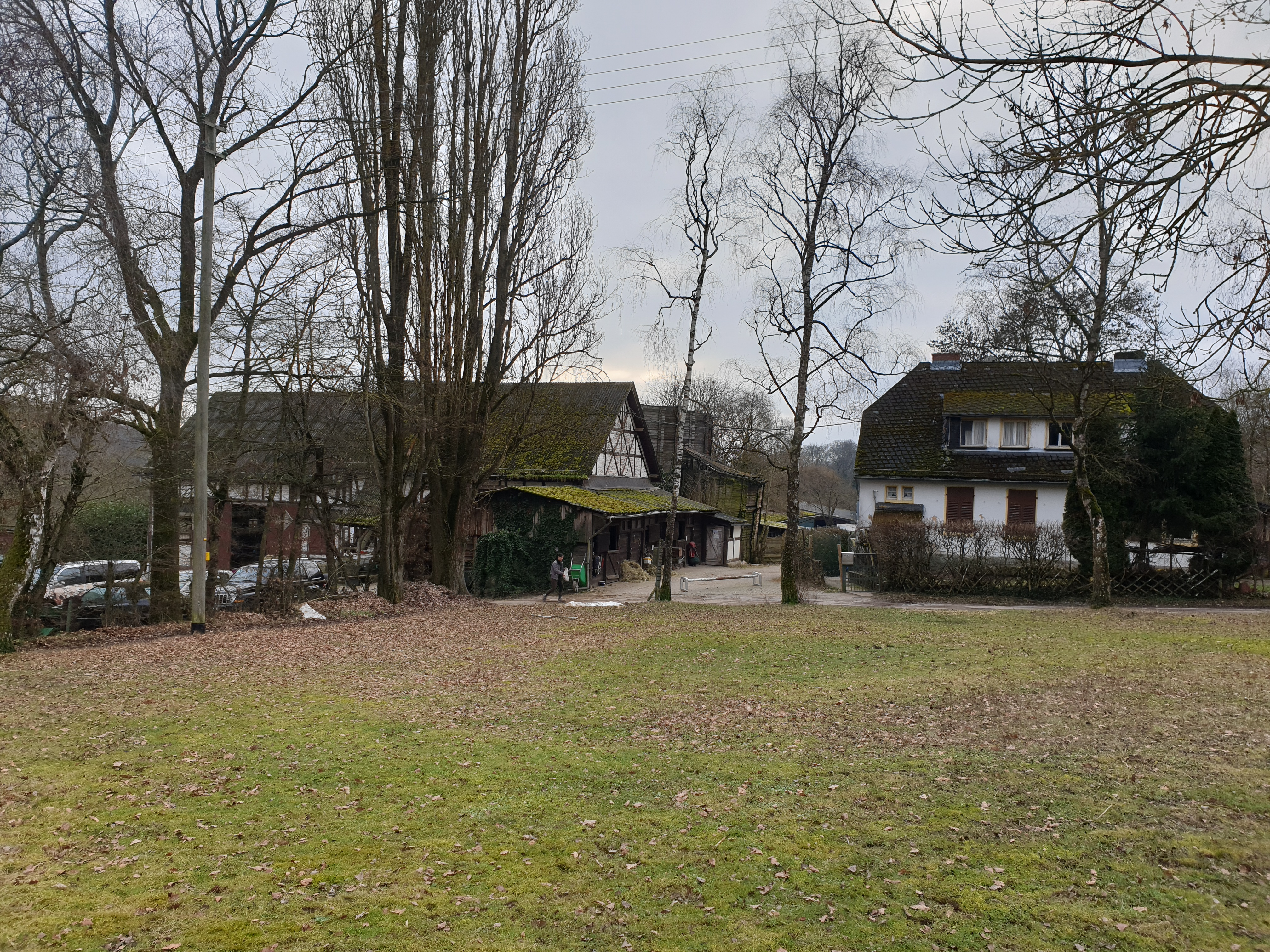
Hofgut Adamstal, 2022

Das Hofgut Adamstal ist ein landwirtschaftlicher Betrieb und nach Adam Haßloch benannt, der das Gut 1804 auf der Müllerwiese errichtete. Auf einer Karte von 1806 ist es als „Adamsthal“ verzeichnet. Carl Friedrich Emil von Ibell, der als Regierungsbeamter in Wiesbaden tätig war, wollte im Herzogtum Nassau landwirtschaftliche Musterbetriebe etablieren. 1807 schlug Haßloch vor, den Adamstaler Hof dafür als Bildungseinrichtung zu nutzen. Er wurde bei Philipp Emanuel von Fellenberg in Hofwil ausgebildet und führte neue Anbau- und Viehzuchtmethoden im Adamstal ein. Karl Hepp, der von 1920 bis 1932 Mitglied des Reichstages der Weimarer Republik war, bewirtschaftete die Domäne Adamstal von 1932 bis 1955.
Das Hofgut ist seit 1954 im Eigentum der Familie Faust, die vorher die Kupfermühle an der Mainzer Straße bewirtschaftet hatte. Im Jahr 1970 wurde die erste Reithalle gebaut, ein paar Jahre später die Reitschule vom Tattersall übernommen, und die Kuhwirtschaft aufgegeben. Mittlerweile besteht das große Anwesen aus mehreren Reithallen und -plätzen, Pferdepension, Reitschule sowie einer Gaststätte. Es werden rund 50 Hektar Felder und Wiesen bewirtschaftet.